# Байкеры (фильм, 2000)
 «Байкеры»  (фр. Hochelaga) — канадский фильм-боевик 2000 года, рассказывающий о жизни внутри клуба байкеров. В фильме есть аллюзии на такое событие, как Квебекская байкерская война.
Фильм номинировался на Гран При на Montréal World Film Festival (2000), номинировался по семи категориям на Jutra Awards (2000), одну награду выиграл David Boutin за роль второго плана.

## Сюжет
Молодой парень по имени Марк, из небогатой неблагополучной семьи, катается на мотороллере по Монреалю, промышляет мелкими грабежами, ходит по клубам, где по мелочи приторговывает наркотиками, ввязывает в драки.
После очередной разборки, байкеры из MC (motorcycle club — мотоклуб) «Черные души», самого мощного байкерского объединения в городе, предлагают ему стать членом их сообщества.
Марк, очарованный независимостью и силой новых «братьев», из кожи лезет, чтобы доказать им свою смелость и необходимость. Мать — сама в молодости много общавшаяся с байкерами — отговаривает его от этого, а друзья ему завидуют и тоже пытаются вступить в братство байкеров. Расставшись с родными и прежней жизнью, Марк обретает новую семью. Ему дарят мощный дорогой байк и оружие. Марк участвует в повседневной жизни мотоклуба, а значит — в торговле наркотиками и оружием, драках и даже убийствах.
Старый мудрый байкер, давно вышедший из клуба и ставший free rider, предупреждает Марка о множестве испытаний, которые ему придется пройти на этой дороге, и пытается уговорить Марка вырваться из этого замкнутого круга. Сперва Марк ему не верит, но постепенно и сам осознаёт, что суровая романтика сменилась безжалостностью реальной жестокой жизни и что он попал в лабиринт, из которой нет выхода.
В финале фильма выясняется, что президент клуба просто его использовал — Марка подставляют и он гибнет от руки своих же «братьев».

## В ролях
| Актёр            | Роль       |
| ---------------- | ---------- |
| Доминик Дарсёй   | Марк       |
| Давид Бутен      | Фингер     |
| Рональд Уль      | Массиф     |
| Жан-Николь Веро  | Эрик       |
| Мишель Шарре     | Боф        |
| Диано Клаве      | Тату       |
| Клаудиа Хёртбайс | Коко       |
| Патрик Пево      | Фрайс      |
| Пол Дион         | Попай      |
| Мишель Пелоги    | мать Марка |